# 科姆斯托克 (明尼蘇達州)
科姆斯托克（英語：Comstock）是一個位於美國明尼蘇達州克萊縣的城市。

## 人口
根據2020年美國人口普查的數據，科姆斯托克的面積為0.60平方千米，當中陸地面積為0.60平方千米，而水域面積為0.00平方千米。當地共有人口100人，而人口密度為每平方千米167人。